# Бенсон, Джордж
Джордж Бенсон (англ. George Benson; 22 марта 1943, Питтсбург, Пенсильвания) — американский гитарист и вокалист, в творчестве которого гармонично соединяются элементы джаза, софт-рока и ритм-энд-блюза. Наибольший успех сопутствовал ему в 1970-е годы. Обладатель десяти премий «Грэмми», в том числе в номинации «Запись года» (1977, за песню This Masquerade).
Начал карьеру джаз-гитариста в возрасте 21 года. Работал с Майлзом Дэвисом, Куинси Джонсом, Грантом Грином, группой Jefferson Airplane. В 1970-е годы неоднократно покорял поп- и R&B-чарты с такими задушевными песнями, как «Give Me the Night», «Lady Love Me (One More Time)», «Turn Your Love Around», «Inside Love (So Personal)», «In Your Eyes» и «This Masquerade». 
Бенсон считается одним из выдающихся гитаристов в истории джаза. Играет в диапазоне от свинга и бибопа до джаз-рока и поп-джаза, переходя порою в поле ритм-н-блюза и поп-музыки. При этом его гитара практически никогда не уходит на второй план, соблюдая паритет между вокальными и инструментальными пьесами. Его манеру пения сравнивали со Стиви Уандером, Бобби Уомаком, Донни Хэтэуэем и Нэтом Кингом Коулом; владеет скэтом.
В 1965 году женился на Джонни Ли. В 1979 году стал Свидетелем Иеговы. Неоднократно выступал в России (впервые в 2002).